# 科学怪妓
《科学怪妓》（英語：Frankenhooker）是一部1990年美國黑色幽默恐怖電影，由法蘭克·亨南洛特執導，很大程度上受到玛丽·雪莱1818年小說《科學怪人》啟發，詹姆斯·羅林茲饰演醫學院輟學生杰弗里·弗兰肯，《閣樓》寵物帕蒂·瑪倫饰演科学怪妓。

## 剧情
住在新泽西州的年轻人杰弗里·弗兰肯是一名发电厂的工人，也是一名专门研究生物电的科学家。他即将与未婚妻伊丽莎白结婚。在伊丽莎白父亲的生日聚会上，杰弗里送给他一个自动割草机作为礼物，但当伊丽莎白演示时，她站在割草机前面，惨遭杀害。
悲痛之余，杰弗里开始计划利用他的电路知识来重建伊丽莎白使她复活。他与伊丽莎白的尸块共进晚餐，时不时用电钻进行頭部穿孔来让自己冷静下来。他决定杀害一名纽约妓女为伊丽莎白制造一个完美的新身体。
在会见了皮条客佐罗后，杰弗里骗他把每个女孩都租给他一个晚上，以便为伊丽莎白找出一个拥有完美身材的女孩。受一则关于可卡因导致许多纽约妓女死亡的新闻报道启发，他随后开发了一种超级毒品，会导致活人爆炸。杰弗里认为他没有做错什么，因为毒品早晚会杀死这些妓女的。他以“体检”的名义把她们都引诱到一个酒店房间，并在这些女孩身上记下记号，表示哪个身体部位是要留给伊丽莎白的。然而，当他考虑自己到底应不应该这么做的时候，妓女们都找到了那袋超级毒品，不顾杰弗里的恳求全部吸食，导致她们全部爆炸成碎片。
佐罗听到了骚动，冲到房间里，却被他的一个女孩飞来的头砸晕了。杰弗里急忙把尸块装进垃圾袋，承诺一旦他把伊丽莎白复活，就把女孩们也还原。他挑选出完美的部位，和伊丽莎白的头缝合成一个身体，再借助闪电的高压，终于把伊丽莎白复活了。然而，她的身体和脸部动作很笨拙，只能重复那些女孩在死前说的话。这个“科学怪妓”逃出了地下室，开始寻找嫖客，嫖客若是与她亲近，最终会被电击爆炸。
杰弗里去找伊丽莎白，在一家酒吧找到了她。不幸的是，佐罗也在那里，在听到她提到他的名字，并认出她身体的各个部位后，他愤怒地给了她脑袋一拳。杰弗里躲开佐罗，把伊丽莎白带回家，修复她的脖子，使她再次苏醒。这时，杰弗里发现她的记忆恢复了。不过，当她意识到她的身体现在是由什么组成的，以及杰弗里是如何获得这些部位的时候，她变得非常愤怒。杰弗里想要解释，但被跟踪他回家的佐罗斩首。然后，佐罗想要把伊丽莎白拖走，声称她的新身体大部分是属于他的。孰料，死去妓女的其余部位也因闪电复活，尸块组合成多个畸形的怪物，把佐罗拖到它们的冷却器中。
伊丽莎白决定像杰弗里复活她一样复活杰弗里，但由于这个过程只对女性身体有效，伊丽莎白只好把杰弗里的头放在妓女的身体上，使他复活。杰弗里醒来时，伊丽莎白高兴地说他们将永远在一起，而杰弗里则对他的女性身体发出惊恐的呻吟。